# フローズン・ライター
『フローズン・ライター』（原題：Below Zero）は、2011年のカナダのスリラー映画。

## あらすじ
小説家のジャックは、激しいスランプに陥っており、何もアイデアが浮かばずにいた。そこで、ジャックは自らを極限状況に追い込むべく、古い精肉工場の冷凍庫を借り、執筆を開始する。

## スタッフ
- 監督：ジャスティン・トーマス・オステンセン
- 脚本：シグネ・オリニク
- 製作：ジュディ・フォックス、チャド・コワルチャック
- 音楽：ジェフ・ティモシュク
- 撮影：ノーム・リー

## キャスト
- ジャック／フランク：エドワード・ファーロング
- ガンナー：マイケル・ベリーマン
- ペニー／ペイジ：クリスティン・ブース
- ハッチャー夫人：ディー・ハンナ
- モーティ／デヴィッド：マイケル・アイズナー
- コール／ゴレム：セイディ・マドゥー